# Černá ozvěna
Černá ozvěna (v originále The Black Echo) je první román amerického spisovatele detektivních knih Michaela Connellyho. Je to také první ze série knih s Harrym Boschem v hlavní roli. V roce 1992 získala tato kniha ocenění Edgar.

## Děj knihy
Hlavním hrdinou knihy je Harry Bosch, detektiv policejního oddělení Los Angeles, a veterán z Vietnamské války, kde sloužil jako tunelová krysa. Bosch byl členem losangeleského oddělení loupeží a vražd, ale poté co zabil hlavního podezřelého v případě sériového vraha přezdívaného „Panenkář“, byl degradován na hollywoodské oddělení vražd, kde je jeho partnerem Jerry Edgar. Boshovu pozornost přitáhne smrt Billyho Meadowse, kamaráda a parťáka z týmu válečných tunelových krys, obzvláště pak poté co zjistí, že jeho smrt má pravděpodobně spojitost s bankovní loupeží, při níž byl využit podzemní tunel. Bosch získává podezření, že cílem lupičů bylo něco víc než jen peníze, a ve snaze zábranit jejich dalšímu útoku začíná spolupracovat s agentkou FBI Eleanor Wishovou.
Boschovi a Wishové se podaří nalézt spojení mezi loupežemi a vietnamskou komunitou žijící v Orange County. Do obchodních záležitostí této komunitay je zavlečeno také několik Američanů.

## Ocenění
Černá ozvěna získala v roce 1993 ocenění „Edgar“ v kategorii „Nejlepší první román“ a byla také nominována ve stejné kategorii na cenu „Anthony“ a byla nominována v kategorii „Nejlepší román“ na cenu „Dilys“.

## České vydání
V češtině vyšel román v roce 1999 v překladu Josefa Orla a Marie Orlové.